# Pyramide écologique

Deux représentations rendant compte du fonctionnement d'un écosystème : pyramide écologique (a) et réseau trophique (b).

La pyramide écologique est une forme de représentation graphique pour indiquer des rapports entre différentes catégories d'espèces correspondant à différents niveaux trophiques. Le premier maillon est les décomposeurs, puis les plantes autotrophes, les herbivores, les prédateurs primaires et les prédateurs secondaires, voire les prédateurs tertiaires (superprédateurs).
Il en existe trois catégories : pyramide des nombres, pyramide des biomasses et pyramide des énergies.
Si cet outil visuel est pratique, il est simplificateur et ne rend pas compte de la complexité des réseaux trophiques qui s'accroît avec le degré d'ancienneté et d'évolution des écosystèmes.

## Historique
Cette représentation graphique est introduite en 1927 par l'écologue et zoologiste britannique Charles Sutherland Elton qui, dans son manuel Animal Ecology, adapte les concepts élaborés en écologie végétale à la communauté animale, avec les notions de chaîne trophique, de taille et le type de nourriture, de pyramide des nombres (quantification du nombre d'individus) et de niche écologique. Cette pyramide eltonienne est appliquée à la biomasse par le zoologue israélien Bodenheimer en 1938. L'idée d'une pyramide des énergies basée sur le concept de productivité primaire revient en 1942 au zoologue américain George Evelyn Hutchinson et conduit aux travaux pionniers de Raymond Lindeman sur les relations trophiques vues comme des transferts d'énergie. Il établit que dans les écosystèmes, seule une fraction (estimée à 10 %) de l'énergie se trouvant dans un niveau donné d'une chaîne trophique est transmise aux organismes de niveaux trophiques supérieurs. Cette loi de 10 %, appelée aussi loi de Lindeman, mesure l'efficience écologique d'un consommateur (rapport de la production nette d'un consommateur à la production nette de biomasse qu'il a consommée). Cette loi approximative (elle se situe typiquement entre 5 et 20 %) s'applique parfois au nombre et à la biomasse mais il existe de nombreuses exceptions (pyramide inversée des parasites, pyramide e fuseau des forêt).

## Construction de la pyramide
Les pyramides écologiques se construisent par superposition de rectangles de même largeur, mais de longueur proportionnelle à l'importance du paramètre mesuré. On peut ainsi obtenir des pyramides des nombres, des biomasses et des énergies. Elles présentent deux caractères fondamentaux, quelle que soit la biocénose dont elles représentent la structure trophique : leur hauteur est proportionnelle à la longueur de la chaîne alimentaire considérée ; leur forme est plus ou moins étalée selon l'efficacité des transferts d'énergie d'un niveau à l'autre.
| |
| Dans cette pyramide des nombres, le nombre de zooplancton est bien supérieur à celui du phytoplancton, car le premier consomme le second avant qu'il ait eu le temps de se développer. |

|                                                                                          |
| Pyramide des biomasses de forme classique, traduisant approximativement la loi des 10 %. |